# Variety Piazza Grande Award
Il Variety Piazza Grande Award è assegnato da una giuria composta da alcuni critici della rivista presenti al Festival di Locarno a un film presentato in prima mondiale o internazionale nella sezione Piazza Grande. Il premio si propone di ricompensare film che si distinguano sia per la qualità artistiche che per un potenziale commerciale, nell'intento di favorire la carriera internazionale di una delle pellicole selezionate grazie ai rapporti che Variety intrattiene con l'industria cinematografica.

## Albo d'oro

### Anni 2000
- 2008: Skrapp út, regia di Sólveig Anspach  ·   Islanda/ Francia
- 2009: Same Same But Different, regia di Detlev Buck  ·   Germania

### Anni 2010
- 2010: Trasporto eccezionale - Un racconto di Natale (Rare Exports), regia di Jalmari Helander  ·   Finlandia/ Norvegia/ Francia/ Svezia
- 2011: Monsieur Lazhar, regia di Philippe Falardeau  ·   Canada
- 2012: Camille redouble, regia di Noémie Lvovsky  ·   Francia
- 2013. Cani sciolti (2 Guns), regia di Baltasar Kormákur  ·   Stati Uniti
- 2014: Marie Heurtin, regia di Jean-Pierre Améris  ·   Francia
- 2015: La Belle Saison, regia di Catherine Corsini  ·   Francia/ Belgio
- 2016: Per mio figlio (Moka), regia di Frédéric Mermoud  ·   Francia/ Svizzera
- 2017: Drei Zinnen, regia di Jan Zabeil  ·   Germania/ Italia
- 2018: Il vento sta cambiando (Le vent tourne), regia di Bettina Oberli  ·   Svizzera/ Francia
- 2019: Instinct, regia di Halina Reijn  ·   Paesi Bassi

### Anni 2020
- 2020: non assegnato
- 2021: Rose, regia di Aurélie Saada  ·   Francia
- 2022: Annie Colère, regia di Blandine Lenoir  ·   Francia
- 2023: non assegnato